# 王觉新
王觉新（1902年—1973年），原名延祀，又名伯均，化名陈文华，湖北省均县城关人，中国近代政治人物。

## 生平
早年考入襄阳的湖北省立第二师范，1922年秋，考入国立东南大学教育系，入大学马克思主义研究会，在学生中公开宣传演讲马克思主义。五卅惨案爆发后，他以东南大学学生会的名义发起组织南京市学生联合会，并组织万人示威游行。1925年，加入中国共产党，因身份暴露，被迫离校，并在江苏徐州中学任教。1927年，在武汉从事地下工作，担任武昌都府堤小学校长。1927年9月，他接受中共湖北省委的命令，与林育英、施炳乾组成中共鄂东特委（施炳乾担任书记），领导大冶县、阳新县、鄂城县的秋收暴动，但暴动失败。1927年7月，中共吴县县委改称苏州县委。1928年2月，因仓米巷事件后，陈文华出任县委书记。1928年，抵达苏州地区，担任中共吴县县委书记。1928年8月至12月，担任中共苏常特别委员会委常委、组织部长。不久被捕，关押在苏州陆军监狱，被判处死刑。后经中共地下党营救出狱，但因狱中遭受酷刑。1936年，返回均县县中任教，直至1955年退休。